# 清华大学经济学研究所
清华大學经济学研究所，是清华大学社会科学学院下属的一个研究所，成立於1993年12月，前身為清华大学社会科学系政治经济学教研室。

## 歷史沿革
- 1926年，清華大學成立法學院，下轄经济系。
- 1928年，陈岱孙擔任經濟系主任。
- 在西南联大期间，经济系与北大、南開經濟系合併。
- 抗戰結束後，1946年在清華園恢復經濟系。
- 1952年，經過院系调整後，经济系被撤并入其它院校。
- 1953年，政治经济学教研室成立。
- 1978年，教研室成为社会科学系的一部分。
- 1979年，教研室分出经济管理工程系，并发展为后来的经济管理学院。
- 1993年，更名為经济学研究所，隸屬清華大學人文社會科學學院。

## 知名教授
- 李稻葵